# Doicosagono

Il 22-gon regolare convesso

In geometria, un doicosagono è un poligono con 22 lati ed altrettanti vertici e angoli; il doicosagono regolare è caratterizzato da angoli e lati tutti congruenti tra loro.

## Proprietà geometriche
Il numero delle diagonali D di un doicosagono è il risultato della seguente formula, dove l è il numero dei suoi lati:
{\displaystyle D={\frac {l(l-3)}{2}}={\frac {22(22-3)}{2}}=209}